# Пластова енергія
Пластова́ ене́ргія (рос.пластовая энергия; англ. reservoir energy; нім. Schichtenenergie f, Lagerstättenenergie f) — енергія нафтового (газового) пласта (покладу) і флюїду, що міститься в ньому (нафта, вода, газ), які перебувають у напруженому стані під дією гірничого та пластового тисків.
Використовується для переміщення нафти, газу в пласті, свердловині і далі на поверхні.
Розрізняють природну і штучну пластову енергію (у випадку введення ззовні, з поверхні).
Вони виражаються у вигляді потенційної енергії як енергії положення й енергії пружної деформації.
Основні види пластової енергії:
- — енергія напору (положення) пластової води (контурної, підошовної);
- — енергія розширення вільного газу (газу газової шапки);
- — енергія розширення розчиненого в нафті газу;
- — енергія пружності (пружної деформації) рідини (води, нафти) і породи;
- — енергія напору (положення) нафти.

Характеристиками пластової енергії можна назвати пластовий тиск; пружність рідини (води, нафти), вільного газу і породи; об'єми води і вільного газу, які пов'язані з нафтовим покладом; газовміст нафти; пластову температуру.
Енергії цих видів можуть проявлятися в покладі разом, причому енергія пружності нафти, води, порід проявляється завжди. Наприклад, у нафтових покладах у присклепінній частині активну роль відіграє енергія розширення газу газової шапки, а в приконтурних (периферійних) зонах — енергія напору або пружності пластової води. У нафтовому покладі видобувні свердловини, які розміщені поблизу зовнішнього контуру нафтоносності, залежно від темпу відбирання нафти можуть створювати такий екранувальний ефект, що в центрі покладу діятиме, в основному, енергія розширення розчиненого газу, який виділився із нафти, хоч на периферії відбувається активний прояв енергії напору чи пружності пластової води. Штучну енергію вводять у пласт під час подавання в нагнітальні свердловини води, газу, пару чи інших витіснювальних агентів. Отже, проявами певного виду енергії можна керувати, а саму пластову енергію — поповнювати з поверхні.
У процесі видобування нафти пластова енергія витрачається на подолання різних сил опору (внутрішнє тертя у флюїдах — між фазами флюїдів, тертя з обмежуючими потік стінками пор, трубами і т. ін.), гравітаційних (під час піднімання нафти на поверхню) і капілярних (ефект Жамена) сил під час переміщення нафти і проявляється в ході зниження тиску. За рахунок пластової енергії нафта рухається вздовж пласта до видобувних свердловин і може, в деяких випадках, також підніматися у свердловині на поверхню та транспортуватися поверхневими трубопроводами до пункту її збору. Задача полягає в тому, щоб як найраціональніше використати пластову енергію для видобування нафти.

Чим більше в нафті розчинено газів, тим вищий запас пластової енергії. При відборі рідини (газу) із пласта запаси пластової енергії витрачаються на переміщення флюїдів і на подолання сил, що протидіють цьому руху (сил внутрішнього тертя рідин і газів і тертя їх до породи, а також капілярних сил). Рух нафти і газу в пласті найчастіше зумовлюється проявом різних видів пластової енергії одночасно (завжди проявляється енергія пружності порід і рідин та енергія, що зумовлена силою тяжіння нафти).
Відоме явище природного фонтанування артезіанських водяних свердловин. Також відомо, що в звичайних водяних колодязях, незважаючи на відбір, рівень води тримається майже на постійній позначці. В названих прикладах паралельно з відбором води відбувається безперервний її приплив до свердловини або колодязя. При цьому підґрунтова вода рухається до свердловин або криниць під дією перепаду тиску у водяному пласті й на вибої свердловини або колодязя. Подібний механізм проявляється в нафтових та газових покладах і родовищах.
Кожен нафтовий і газовий поклад має той чи інший запас природної пластової енергії, під дією якої рідина і газ рухається в пласті до вибоїв експлуатаційних свердловин.
Джерелами пластової енергії є напір пластових вод, енергія стисненого газу вільного або розчиненого в нафті, який виділяється з неї при пониженні тиску, пружність пластових рідин і гірських порід, в яких знаходяться ці рідини, сила тяжіння пластової рідини.
При відкритті пласта свердловинами й створенні на вибій тиску меншого за пластовий, пластова енергія буде витрачатись на переміщення нафти або газу з навколишньої породи в свердловини, а також на подолання опорів, що виникають при цьому переміщенні.
Силами, що протидіють руху нафти й газу в пласті, є сили внутрішнього тертя рідин і газів й тертя об породу, а також капілярні сили. Сили тертя є результатом прояву в'язкості рідин і газів. Нафта і газ можуть рухатись у пласті внаслідок проявлення як одного, так і декількох видів пластової енергії одночасно.
Енергії цих видів можуть проявлятися в покладі спільно, а енергія пружності нафти, води, породи спостерігається завжди. У нафтогазових покладах в області склепінчастої частини активну роль відіграє енергія газової шапки, а в приконтурних зонах — енергія напору або пружності пластової води. Залежно від темпу відбору нафти видобувні свердловини, розташовані поблизу зовнішнього контуру нафтоносності, можуть створювати такий екрануючий ефект, при якому в центрі покладу діє в основному енергія розширення розчиненого газу, а на периферії — енергія напору або пружності пластової води і т. ін.
Наявність тих чи інших видів пластової енергії і характер їх проявлення в процесі розроблення нафтового покладу визначають так званий режим дренування покладу. Прийнято давати назви режиму за переважанням в даний період часу головної рушійної сили.
Ефективність витрачання пластової енергії, тобто кількість одержуваної нафти на одиницю зменшення величини пластової енергії, залежить від виду і початкових запасів енергії, способів і темпу відбору нафти. На підставі викладеного можна сказати, що величина пластової енергії залежить від тиску, пружності рідини (нафти, води) і породи, газовмісту, об'ємів води і газу, пов'язаних з нафтовим покладом. Штучна енергія вводиться в пласт при закачуванні в нагнітальні свердловини води, газу, пари і різних розчинів.